# Gangland Graveyard
Gangland Graveyard ist eine Episode der US-amerikanischen Dokumentarserie Geheimnisse der Geschichte, über den sogenannten „Three capos murder“ bei dem am 5. Mai 1981 drei Capos der Bonanno-Familie ermordet wurden.

## Inhalt
Der Dokumentarfilm beleuchtet die Ermittlungen rund um den von Joseph Massino geplanten, sogenannten „Three capos murder“ bei dem am 5. Mai 1981 die drei Capos der Bonanno-Familie namens Alphonse „Sonny Red“ Indelicato, Dominick „Big Trin“ Trinchera und Philip Giaccone ermordet wurden.

## Liste der Interviewpartner
- Al Harper – Forensischer Anthropologe
- Jack Stubing – FBI-Agent
- Joseph D. Pistone – Ehem. Undercover-Agent des FBI
- Jerry Capeci – Journalist
- Matt Laird – FBI Evidence Response Team
- Ruth Nordenbrook – Ehem. US-Staatsanwältin
- Sue Ostrobinski – FBI Evidence Response Team

## Hintergrund
Die von Optomen und WNET für Channel 4 und Public Broadcasting Service produzierte Episode wurde in den USA am 16. November 2005 als Teil der Dokumentarserie Secrets of the Dead auf Public Broadcasting Service veröffentlicht. Die deutsche Synchronisation entstand durch die Synchronfirma Splendid Synchron.